# Per Dich
Per Dich, född 4 april 1926, död 7 december 1994, var en dansk folksångare, journalist och politiker i Socialistisk Folkeparti (SF).
I samband med "ungdomsrevolten" i slutet av 60- och början av 70-talet var han en av de som etablerade protestsånger på danska och förändrade den danska folkmusiken. Hans mest kända inspelning är sången Kapitalismen, allmänt kallad Sådan är kapitalismen.
Dich var journalist vid SF:s tidning SF-bladet. Han satt i Folketinget för SF från 21 september 1971 till 4 december 1973 och i Europaparlamentet 16 november 1972 till 18 december 1973.